# Lijst van SS- und Polizeiführer
Dit is de lijst van SS- und Polizeiführer.
(Höherer) SS- und Polizeiführer (SS- en politieleider, afgekort (H)SSPF) was een invloedrijke functie binnen de Schutzstaffel (SS), toegewezen aan een officier belast met de leiding over grote eenheden SS, Gestapo en reguliere Ordnungspolizei in nazi-Duitsland, voorafgaand aan en gedurende de Tweede Wereldoorlog.
Een (höherer) SS- und Polizeiführer kreeg zijn bevelen van, en rapporteerde direct aan, de Reichsführer-SS.

## A
- Ludolf-Hermann von Alvensleben (1901-1970): SS-Gruppenführer (1943) en Generalleutnant der Waffen-SS en der Polizei (1944)
  - SSPF Tschernigow (Tsjernihiv) (22 oktober tot 19 november 1941)[1][2][3]
  - SSPF Krim in Simferopol (22 oktober tot 19 november 1941)[1][2]
  - SSPF Taurien-Krim-Simferopol (19 november 1941 - 6 oktober 1943[1]/1944[4]
  - HSSPF bij de Heeresgruppe A in Südrussland en SSPF Nikolajew (Mykolajiv) (6 oktober 1943 tot 11 februari 1944[5][2]- 10 oktober 1943 tot 11 februari 1944[6]
  - HSSPF Schwarzes-Meer (Zwarte Zee) (22 oktober 1943 tot 19 februari 1944)[5][2]
  - HSSPF Elbe (19 februari 1944 tot april 1945)[5][2]
- Ludolf Jakob von Alvensleben (1899−1953): SS-Standartenführer (1938)
  - SSPF Adria-West (Friuli) (27 oktober 1944 tot ? mei 1945)[7]

- Georg Asmus (1888-1975): SS-Brigadeführer (1944) en Generalmajor der Polizei (1944)[8]
  - SSPF Tschernigow (Tsjernihiv) (17 november 1942 tot 22 december 1943)[8]

## B
- Erich von dem Bach-Zelewski (1899-1972): SS-Obergruppenführer en General der Polizei (1941) en der Waffen-SS (1944)[9]
  - HSSPF Schlesien (Silezië) (1 tot 18[10]/19 oktober 1939)[9]
  - HSSPF voor de SS-Oberabschnitt Südost in Breslau/Silezië (28 juni 1938 tot 20 mei 1941)[10][9][11]
  - HSSPF Russland-Mitte (Midden-Rusland) in Mahiljow (22 juni 1941 tot 21 juni 1944)[12], als gevolmachtigde voor de strijd tegen de "bendes" en verantwoordelijk voor de massadoding in het achterland (partizanen en jodenvernietiging)[9].
- Georg-Henning von Bassewitz-Behr (1900-1949): SS-Gruppenführer (1943) en Generalleutnant der Waffen-SS en der Polizei (1944)[13]
  - SSPF Dnjepropetrowsk-Krivoi-Rog (Dnjepropetrowsk-Kryvy Rih) (9 november 1941-11 november 1941[14] tot 1 augustus 1942)[13]
  - SSPF Mogilew (Mahiljow) (1 augustus 1942 tot 14 januari 1943)[15][13][16]
  - Plaatsvervanger HSSPF Russland-Mitte (Midden-Rusland) (22 november 1942 tot 30 januari 1943)[15][13]
  - HSSPF Nordsee (Noordzee) in Hamburg (12 februari 1943 tot 8 mei 1945)[17][13]
- Hermann Behrends (1907–1948): SS-Gruppenführer en Generalleutnant der Polizei (1944) (terechtgesteld in Joegoslavië)
  - HSSPF Serbien, Sandschack und Montenegro (Servië, Sandschack en Montenegro) (15 maart[18]/1 april 1944 tot 1 juni[18]/? oktober 1944)[19]
  - HSSPF Ostland und Rußland-Nord (Ostland en Noord-Rusland) (30 januari 1945[18] tot februari[18]/? mei 1945)[20]
- Otto Bene (1884-1973): SS-Brigadeführer (1942)[21]
  - HöSSPF Nordwest (Noordwest) (28 mei 1940 tot 8 mei 1945)[21]
- Gottlob Berger (1896-1975): SS-Obergruppenführer
  - HSSPF Slowakien (Slowakije) (31 augustus 1944 tot 20 september 1944)[22]
- Theodor Berkelmann (1894-1943): SS-Obergruppenführer en General der Polizei (1942)
  - HSSPF West Düsseldorf (20 april 1940 tot 9 juli 1940)[23]
  - HSSPF bij de Reichskommissariat Saarpfalz (Rijkscommissariaat voor het Saarland) (9[24]/19 juli 1940 tot 21 mei 1943)[24][25]
  - HSSPF Rhein (Rijn) (10 december 1941 tot 21 mei 1943)[24][25]
  - HSSPF Rhein-Westmark (Rijn-Westmark) (21 mei 1943[26] tot 9[26]/11 november 1943)[25]
  - HSSPF Warthe (Wartheland) (9[27]/11 september 1943 tot 27 december 1943)[27][28]
- Walter Bierkamp (1901-1945): SS-Brigadeführer en Generalmajor der Polizei
  - HSSPF Südost (Zuidoost) (20 februari 1945 tot 17 maart 1945)[11]
- Adolf Theodor Ernst von Bomhard (1891-1976): SS-Gruppenführer (1940) en Generalleutnant der Polizei (1940)
  - HSSPF RSHA, HSSPF/SS Hauptamt (30 september tot 7 oktober 1942)[29]
  - HSSPF /SS FHA, HSSPF/SS WVHA (16 tot 23 oktober 1942)[29]
- Otto Bonness (1889-1954): SS-Brigadeführer en Generalmajor der Waffen-SS (1945)[30]
  - HöSSPF Italien (Italië) (1 augustus 1942 tot 2 mei 1945)[30]
- Herbert Böttcher (1907-1950): SS-Brigadeführer en Generalmajor der Polizei (1944), verantwoordelijk voor de deportaties van de Joden naar Treblinka , terechtgesteld in Polen in 1950
  - SSPF district Radom (12 mei 1942 tot 16 januari 1945)[31]
- Willi Brandner (1909-1944): SS-Brigadeführer en Generalmajor der Polizei
  - HSSPF Kroatien (Kroatië) (juli 1943 tot 28 december 1944)[32]
  - Polizeigebietsführer Agram (juli 1943 tot 28 december 1944)[33]
- Karl Brunner (1900-1980): SS-Brigadeführer en Generalmajor der Polizei (1942)
  - SSPF Bozen (Bozen/Zuid-Tirol) (15 september 1943 tot ? mei 1945)[34]
- Karl-Heinz Bürger (1904-1988): SS-Brigadeführer en Generalmajor der Polizei (1945)
  - SSPF Nord-Kaukasien (Noord-Kaukasus) (21 augustus 1942 tot 1 oktober 1942)[35]
  - SSPF Mitteitalien (Midden-Italië) in Verona (1 december 1943 tot ? mei 1945)[36]
  - SSPF Awdejewka (1 oktober 1942 tot 1 december 1943)[37]

## D
- Paul Dahm (1904-1974): SS-Standartenführer en Oberst der Polizei
  - Polizeigebietsführer Banja-Luka und Essegg (Banja-Luka en Osijek) (2 augustus 1943 tot 20 april 1945)[38]
- Christoph Diehm (1892-1960): SS-Brigadeführer (1934) en Generalmajor der Polizei (1944)
  - SSPF Shitomir/Ukraine (Zjytomyr/Oekraïne) (25 januari 1944 tot 25 februari 1944)[39]
  - SSPF Lemberg (25 februari 1944 tot 16 september 1944)[40]
  - SSPF Galizien (Galicië) in Kattowitz (? oktober 1944 tot ? 1945)[41]
- Hans Döring (1901-1970): SS-Brigadeführer en Generalmajor der Polizei
  - SSPF Stalino-Donezgebiet (Stalino-Donetskgebied) (19 november 1941 tot 19 mei 1943)[42]
- Anton Dunckern (1905-1985): SS-Brigadeführer en Generalmajor der Polizei (november 1942)
  - SSPF Metz (1 oktober 1944 tot 18 november 1944)[43]

## E
- Karl von Eberstein (1894-1979): SS-Obergruppenführer (1936) en General der Polizei (1941)
  - HSSPF Süd (Zuid) (12 april 1938 tot ? mei 1945)[44]
- George Ebrecht (1895-1977): SS-Gruppenführer en Generalleutnant der Polizei
  - Plaatsvervangend HSSPF Nordost (Noordoost) (21 juni 1941 tot ? december 1944)[45]
- Erich Ehrlinger (1910-2004): SS-Oberführer
  - SSPF (Kiev) (december 1941 tot september 1943)
  - SSPF Rußland-Mitte und Weißruthenien (Midden-Rusland en Weißruthenien) (6 september 1943 tot 1 april 1944)[46]
- Theodor Eicke (1892-1943): SS-Obergruppenführer en General der Waffen-SS
  - HSSPF Ost (Oost) (10 september 1939 tot 1 oktober 1939)[47]

## F
- Richard Fiedler (1908-1974): SS-Brigadeführer (1939) en Generalmajor der Polizei (1944)
  - SSPF Montenegro (Montenegro) (1 oktober 1943 tot 20 oktober 1944)[48]
- Bernhard Fischer-Schweder (1904-1960): SS-Oberführer
  - SSPF Charkow (Charkov) (10 oktober 1942 tot 22 oktober 1942)[49]
  - SSPF Kiew (Kiev) (10 oktober 1942 tot 22 oktober 1942)[50]
- Josef Fitzthum (1896-1945): SS-Gruppenführer en Generalleutnant der Polizei (1944)
  - HSSPF Albanien (Albanië) (1 augustus 1944 tot 1 januari 1945)[51]
- Karl Hermann Frank (1898-1946): SS-Obergruppenführer en General der Polizei (1943)
  - HSSPF Protectoraat Bohemen en Moravië (28 april 1939 tot april 1945)[52]
- Hermann Franz (1891–1960): SS-Brigadeführer en Generalmajor der Polizei
  - HSSPF Griechenland (Griekenland) (24 september 1944 tot 18 november 1944)[53]
- Werner Fromm (1905-1981): SS-Oberführer en Oberst der Polizei
  - SSPF Białystok (Białystok) (18 januari 1942 tot 30 januari 1943)[54]
  - Polizeigebietsführer Sarajewo (Sarajevo) (1 januari 1943 to 26 april 1944)[55]
- Wilhelm Fuchs (1898-1947): SS-Oberführer
  - HSSPF Mitte (Midden) (8 juli 1943 tot 15 september 1943)[56]
  - SSPF Lettland (Letland) (? juni 1942 - ? juni 1942)[57]

## G
- Paul Otto Geibel (1898-1966): SS-Brigadeführer en Generalmajor der Polizei (1944)
  - SSPF Warschau (Warschau) (31 maart 1944 tot 1 februari 1945)[58]
- Odilo Globocnik (1904-1945): SS-Gruppenführer en Generalleutnant der Polizei (1942)
  - SSPF Lublin (vanaf 9 november 1939 tot 16 augustus 1943)[59]
  - HSSPF Operationszone Adriatisches Küstenland (operatiezone Adriatische Kust) (13 september 1943 tot mei 1945)[60]
- Curt von Gottberg (1896-1945): SS-Obergruppenführer en General der Polizei en der Waffen-SS (1944)[61]
  - SSPF Weißruthenien (21 juli 1942 tot 22 september 1943[46]
  - SSPF Minsk (1 december 1942 tot 27 september 1943)[61]
  - Plaatsvervangend SSPF Weißruthenien (5 juli 1943 tot 21 juni 1944)[61]
  - HSSPF Russland-Mitte (Midden-Rusland) (7 juli 1943 tot 7 augustus 1944)[61]
- Walter Grieb: SS-Brigadeführer
  - Plaatsvervangend HSSPF Alpenland (1 mei 1944 tot 28 mei 1944)[62]
- Jakob Grobben: SS-Sturmbannführer en Major der Schutzpolizei
  - Polizeigebietsführer Copenhagen (Kopenhagen) vanaf 1944)[63]
- Wilhelm Günther (1899-1945): SS-Brigadeführer en Generalmajor der Polizei (1943)
  - SSPF Bergvolker-Ordshonikidseo (7 mei 1942 tot 23 augustus 1942)[64]
  - SSPF Wolhynien (Wolynië) en Podolië (midden 1942 tot aanvang 1944)
  - SSPF Rowno (Rivne) (1 september 1942 tot 6 juni 1944)[65]
- Karl Michael Gutenberger (1905-1961): SS-Obergruppenführer en General der Polizei (1944)
  - HSSPF West Düsseldorf (20 februari 1944 tot 8 mei 1945)[23][66]

## H
- Hans Haltermann (1898-1981): SS-Gruppenführer en Generalleutnant der Polizei (1943)
  - SSPF Kiew (Kiev) (1 oktober 1941 tot 19 mei 1943)[50]
  - SSPF Charkow (Charkov) (19 mei 1943 tot 11 september 1943)[49]
  - SSPF Mogilew (Mahiljow) (23 september 1943 tot 12 juli 1944)[16]
  - Plaatsvervangend HSSPF Nordost (Noordoost) (7 juli 1944 tot 9 januari 1945)[45]
- Hermann Harm (1894-1985): SS-Brigadeführer (1936) en Generalmajor der Polizei (1942)
  - SSPF Litauen (Litouwen) (2 juli 1943 tot 8 april 1944)[67]
  - SSPF Dnjepropetrowsk-Krivoi-Rog (Dnjepropetrowsk-Kryvy Rih) (1 augustus 1942 tot 4 oktober 1942)[14]
  - SSPF z.b.V. voor speciale opdracht voor de "bendes" in het Pripjatmoerassen (mei 1943)
  - Plaatsvervangend HSSPF Alpenland (augustus 1944)
- Ernst Hartmann (1897-1945): SS-Brigadeführer en Generalmajor der Polizei (1944) 
  - SSPF Shitomir (Zjytomyr) (31 oktober 1943 tot 25 januari 1944)[39]
  - SSPF Tschernigow (Tsjernihiv) (juli 1943 tot oktober 1943)[3]
  - SSPF Pripet (Pripjat) (18 december 1943 tot 6 september 1944)[68]
  - SSPF Rowno (Rivne) (10 februari 1944 tot 6 september 1944)[65]
- August Heißmeyer (1897–1979): SS-Obergruppenführer (1936) en General der Polizei (1944)
  - HSSPF Spree/Berlijn (2 september 1939 tot 8 mei 1945)[69]
- Otto Hellwig (1898-1962): SS-Gruppenführer en Generalleutnant der Polizei (1944)
  - SSPF Shitomir (Zjytomyr) (22 oktober 1941 tot 20 mei 1943)[39]
  - SSPF Bialystok (Białystok) (20 mei 1943 tot 18 juli 1944)[54]
  - Plaatsvervangend HSSPF Nordost (Noordoost) (9 januari 1945 tot 8 mei 1945)[45]
- Paul Hennicke (1883-1967): SS-Gruppenführer (1938) en Generalleutnant der Polizei (1942)
  - SSPF Rostow (Rostow-Awdejewka) (27 juli 1942[70]- 1 oktober tot 1 mei 1943)[71]
  - SSPF Kiew (Kiev) (19 mei 1943 tot 16 januari 1944[70]- 1 mei 1943 tot ? december 1943)[50]
  - SSPF z.b.V./HöSSPF Ukraine (Oekraïne) (1 juni 1944)[70]
- Rudolf Heuckenkamp (1900-????): SS-Oberführer
  - SSPF Stalino-Donezgebiet (Stalino-Donetskgebied) (augustus 1943 tot augustus 1943)[72]
- Ernst-Albrecht Hildebrandt (1895-1970): SS-Oberführer
  - SSPF Oberitalien-Mitte (Noord-Italië centraal) (? april 1944 tot ? oktober 1944)[73]
- Richard Hildebrandt (1897-1952): SS-Obergruppenführer en General der Polizei (1942) en der Waffen-SS (1944)[74]
  - HSSPF Rhein (Rijn) (1 april 1939 tot 1 oktober 1939)[74]
  - HSSPF Weichsel (Wisła) (1 oktober 1939 tot 20 april 1943)[74]
  - SSPF Taurien-Krim-Simferopol (Taurien-Krim-Simferopol) (25 december 1943 tot 5 september 1944)[74]
  - HSSPF Schwarzes-Meer (Zwarte Zee) (25 december 1943 tot 16 september 1944)[74]
  - HSSPF Südost (Zuidoost) (10 maart 1945 tot 8 mei 1945[74]- 17 maart tot 8 mei 1945)[11]
- Kurt Hintze (1901-1944): SS-Brigadeführer (1942) en Generalmajor der Polizei (1944)
  - SSPF Litauen (Litouwen) (4 april 1944 tot 15 september 1944)[67]
- Hermann Höfle (1898-1947): SS-Obergruppenführer en General der Polizei (1944)
  - HSSPF Mitte (Midden) (15 september 1943 tot 5 oktober 1944)[75]
  - HSSPF Slowakien (Slowakije) (20 september 1944 tot mei 1945)[75]
- Horst Hoffmeyer (1903-1944): SS-Brigadeführer en Generalmajor der Polizei (1943)
  - SSPF Transnistrien (Transnistrië) (juli 1941 tot ?? 1943)
- Otto Hofmann (1896-1982): SS-Obergruppenführer en General der Polizei (1943)
  - HSSPF Südwest (Zuidwest)/Zivilverwaltungsbereich Elzas (20 april 1943 tot 8 mei 1945)[76]

## J
- Friedrich Jeckeln (1895-1946): SS-Obergruppenführer (1936) en General der Polizei (1941)[77]
  - HSSPF Mitte (Midden) (28 juni 1938 tot 9 juli 1940)[77]
  - HSSPF West (12 juli 1940 tot 29 juni 1941)[23]
  - HSSPF Rußland-Süd (Zuid-Rusland) (29 juni 1941 tot 1 november 1941)[77][78][79]
  - HSPPF Ostland (18 januari 1945)[77]
  - HSPPF Ostland und Rußland-Nord (Ostland en Noord-Rusland) (18 januari 1945 tot 8 mei 1945[77]- 1 november 1941 - ? mei 1945)[20][79]
  - HSSPF Belgien-Nordfrankreich (Noord-Frankrijk en België) (22 september 1944 tot 18 januari 1945)[77]
  - HöSPF Südost (Zuidoost) (15 januari tot 15 februari 1945)[77]
  - HSSPF Schlesien (Opper-Silezië) (tot 28 april 1945)[77]
- Richard Jungclaus (1905-1945): SS-Gruppenführer en Generalleutnant der Polizei (1943)
  - HSSPF Belgien-Nordfrankreich (België en Noord-Frankrijk) (1 augustus 1944 tot 16 september 1944)[80]
- Hermann Behrends Jur (1907-1947) SS-Gruppenführer (1944) en Generalmajor der Polizei (1944)
  - HSSPF Serbien, Sandschack und Montenegro (Servië, Sandžak en Montenegro) (15 april tot 1 juni 1944)[81]
  - HSSPF Ostland (30 januari tot 8 februari 1945)[81]

## K
- Richard Kaaserer (1896-1947): SS-Oberführer en Oberst der Polizei
  - Polizeigebietsführer Knin (27 juli 1943 tot 20 mei 1944)[82]
  - SSPF Sandschack (Sandžak) (21 juni 1944 tot 28 november 1944)[83]
  - SSPF Norwegen-Mitte (Midden-Noorwegen) (28 November 1944 tot ? mei 1945)[84]
- Ernst Kaltenbrunner (1903-1946): SS-Obergruppenführer en General der Polizei (1943)
  - HSSPF Donau (11 september 1938 tot 21 januari 1943)[85]
- Konstantin Kammerhofer (1899-1958): SS-Gruppenführer en Generalleutnant der Polizei (1943)
  - SSPF Kaukasien-Kuban (Kaukasus-Koeban) (21 augustus 1942 tot 11 november 1942)[86]
  - SSPF Aserbaidschan (Azerbeidzjan) (14 november 1942 tot 21 april 1943)[87]
  - HSSPF Kroatien (Kroatië) (13 maart 1943 tot 10 januari 1945)[88]
- Fritz Katzmann (1906-1957): SS-Gruppenführer en Generalleutnant der Waffen-SS en der Polizei
  - SSPF Radom (30 november 1939 tot 8 augustus 1941)[31]
  - SSPF Lemberg (Lviv) (8 april 1941 tot 20 april 1943)[40]
  - HSSPF Weichsel (Wisła) (20 april 1943 tot 8 mei 1945)[89]
- Kurt Kaul (1890-1944): SS-Gruppenführer en Generalleutnant der Polizei
  - HSSPF Südwest (Zuidwest) (6 september 1939 tot 21 april 1943)[90]
- Wilhelm Koppe (1896-1975): SS-Obergruppenführer en General der Polizei (1942)
  - HSSPF Warthe (Warthegau) (9 oktober 1939 tot 9 november 1943)[28]
  - HSSPF Ost (Oost) (9 november 1943 tot 8 mei 1945)[47]
- Gerret Korsemann (1895-1958): SS-Gruppenführer en Generalleutnant der Polizei (1942)
  - SSPF z.b.V. Rowno (1 augustus 1941 tot 1 januari 1942)[65]
  - SSPF Rostow-Awdejewka (27 mei 1942 tot 1 oktober 1942)[71]
  - HSSPF Rußland-Mitte (Midden-Rusland) (24 maart 1943 tot 5 juli 1943)[91]
- Karl von Krempler (1896-1972): SS-Standartenführer
  - HSSPF Sandschack (Sandžak) (? september 1943 tot 23 juni 1944)[83]
- Friedrich-Wilhelm Krüger (1894-1945): SS-Obergruppenführer (1935) en General der Polizei en Waffen-SS
  - HSSPF Ost (Oost) (4 oktober 1939 tot 9 november 1943)[47]
- Franz Kutschera (1904-1944): SS-Brigadeführer (1940) en Generalmajor der Polizei (1942)
  - SSPF Mogilew (Mahiljow) (20 april tot 20 september 1943)[16]
  - SSPF Warschau (25 september 1943 tot 1 februari 1944)[58][92]

## M
- Benno Martin (1893-1975): SS-Obergruppenführer en General der Polizei (1944) en General der Waffen-SS (1944)
  - HSSPF Main (Neurenberg) (17 december 1942 tot 2 mei 1945)[93]
- Johann-Erasmus von Malsen-Ponickau[94] (1895-1956): SS-Brigadeführer (1933)
  - SSPF Istrië (27 oktober 1944 tot ? mei 1945)[95]
  - SS- en politiecommandant Triest (midden 1944 tot herfst 1944)
  - SS- en politiecommandant Pola (Pula) (begin 1945 tot mei 1945)
- Emil Mazuw (1900-1987): SS-Obergruppenführer en General der Polizei (1942) en General der Waffen-SS (1944)[96]
  - HSSPF Nord (Noord) (20 augustus 1938 tot 20 april 1940)[96]
  - HSSPF Ostsee (Oostzee) (heringetreden bij de Waffen-SS)[96]
- Günther Merk (1888-1947): SS-Brigadeführer en Generalmajor der Polizei (1943)
  - SSPF Charkow (Charkov) (11 september 1943 tot 18 oktober 1943)[49]
- August von Meyszner (1886-1947): SS-Gruppenführer en Generalleutnant der Polizei (1942)
  - HSSPF Serbien, Sandschack und Montenegro (Servië) (22 januari 1942 tot 1 april 1944)[19]
- Georg Michalsen (1906-na 1974): SS-Sturmbannführer
  - SS- en politiecommandant Fiume (Rijeka) (vanaf het voorjaar 1944)
  - SS- en politiecommandant Pola (Pula) (vanaf zomer 1944)
  - SS- en politiecommandant Triest (27 oktober 1944 tot ? 1945)[97]
- Paul Moder (1896-1942): SS-Gruppenführer (1936)
  - SSPF Warschau (14 november 1939 tot 4 augustus 1941)[58]
- Hinrich Möller (1906-1974): SS-Brigadeführer en Generalmajor der Polizei (1944)
  - SSPF Estland (4 augustus 1941 tot 1 april 1944)[98]

## O
- Karl Oberg (1897-1965): SS-Obergruppenführer en General der Polizei (1944)
  - SSPF Radom (8 augustus 1941 tot 12 mei 1942)[31][99]
  - HSSPF Frankreich (Frankrijk) (5 mei 1942 tot 28 november 1944)[100]
- Walther Filipp Anton Oberhaidacher (1896-1945): SS-Brigadeführer (1938) en Generalmajor der Polizei (1944)
  - HöSSPF Elbe (1 februari 1945 tot 30 april 1945)[101]
- Willi Ost (1903-1945): SS-Standartenführer
  - SSPF Lemberg (Lviv) (20 april 1943 tot 29 juli 1943)[40]

## P
- Günther Pancke (1899–1973): SS-Obergruppenführer en General der Polizei (1944)
  - HSSPF Mitte (Midden) (11 juli 1940 tot 15 september 1943)[56]
  - HSSPF Dänemark (Denemarken) (6 oktober 1943 tot 5 mei 1945)[102]
- Artur Phleps (1881–1944): SS-Obergruppenführer en General der Waffen-SS (1943)
  - HSSPF Schwarzes-Meer (Zwarte Zee) (16 september 1944 tot 18 september 1944)[103] (vermist)
- Hans-Adolf Prützmann (1901–1945): SS-Obergruppenführer en General der Waffen-SS
  - HSSPF Nordwest (Noordwest) (vanaf 1937)
  - HSSPF Nordost (Noordoost) (1 mei 1941 tot 8 mei 1945)[45]
  - HSSPF Russland-Nord (Noord-Rusland) (29 juni 1941 tot 1 november 1942)[20]
  - HSSPF Russland-Süd (Zuid-Rusland) (11 december 1941 tot 18 maart 1944)[78]
  - HöSSPF Ukraine (Oekraïne) (29 oktober 1943 tot september 1944)[72]
- Carl Friedrich von Pückler-Burghauss (1886–1945): SS-Gruppenführer (1944) en Generalmajor der Waffen-SS (1943)
  - Waarnemend voor de HSSPF/Heeresgruppe Russland-Mitte (Midden-Rusland) (2 januari 1942 tot 24 maart 1943)[104]

## Q
- Rudolf Querner (1893-1945): SS-Obergruppenführer (1943) en General der Waffen-SS (1944) en Polizei (1943)
  - HSSPF Nordsee (Noordzee) (30 april 1941 tot januari 1943)[105]
  - HSSPF Donau (21 januari 1943 tot 5 oktober 1944)[85]
  - HSSPF Mitte (Midden) (5 oktober 1944 tot 8 mei 1945)[56]

## R
- Hanns Albin Rauter (1895-1949): SS-Obergruppenführer en General der Waffen-SS
  - HSSPF Nordwest/Niederlande (Noordwest/Nederland) (26 juni 1940 tot 8 mei 1945)[106]
- Wilhelm Rediess (1900-1945): SS-Obergruppenführer en General der Polizei
  - HSSPF Nordost/Königsberg (Noordoost/Koningsbergen) (28 juni 1938 tot 19 juni 1940)
  - HSSPF Nord (Noord) (19 juni 1940 tot 8 mei 1945)[107]
- Otto Reich (1891-1955): SS-Oberführer
  - Polizeigebietsführer Agram (28 december 1944 tot 6 januari 1945)[33]
- Heinz Reinefarth (1903-1979): SS-Gruppenführer en Generalleutnant der Waffen-SS
  - HSSPF Warta (29 januari 1944 tot 30 december 1944)[28]
- Konrad Ritzer (1893-1979): SS-Brigadeführer (1943) en Generalmajor der Polizei (1944)[108]
  - HöSSPF Ostsee (Oostzee) (15 december 1943 tot 26 april 1945)[108]
- Alfred Rodenbücher (1900-1979): SS-Brigadeführer
  - HSSPF Alpenland (25 april 1939 tot 30 april 1941)[62]
- Erwin Rösener (1902-1946): SS-Obergruppenführer en General der Waffen-SS en der Polizei
  - HSSPF Rhein (Rijn) (24 juli 1940 tot 11 november 1941)[25]
  - HSSPF Alpenland (24 november 1941 tot 8 mei 1945)[62]
- Heinz Roch (1905-1945): SS-Oberführer
  - SSPF Białystok (18 juli 1944 tot 22 oktober 1944)[54]
  - SSPF Nord-Norwegen (Noord-Noorwegen) (21 november 1944 tot ? mei 1945)[109]

## S
- Ferdinand von Sammern-Frankenegg (1897-1944): SS-Brigadeführer en Generalmajor der Polizei
  - SSPF Warschau (22 juli 1942 tot 19 april 1943)[58]
  - Polizeigebietsführer Esseg (15 juli 1943 tot 20 september 1944)[38]
- Karl Schäfer (1892-1943): SS-Brigadeführer
  - SSPF Lettland (Letland) (7 april 1942 tot 26 april 1942)[57]
  - SSPF Litauen (Litouwen) (25 april 1942 tot 22 mei 1942)[67]
  - SSPF Weißruthenien (22 mei 1942 tot 21 juli 1942)[46]
  - SSPF Dnjepropetrowsk-Krivoi-Rog (4 oktober 1943 tot 2 november 1943)[14]
- Julian Scherner (1895-1945): SS-Oberführer
  - SSPF Krakau (4 augustus 1941 tot 1 maart 1944)[110]
- Ernst-Heinrich Schmauser (1890-1945): SS-Obergruppenführer (1937) en General der Waffen-SS (1944)
  - HSSPF Schlesien (Silezië) (vanaf 1941)
  - HSSPF Südost (Zuidoost) (20 mei 1941 tot 20 februari 1945)[11]
- Willy Schmelcher (1894-1974): SS-Gruppenführer
  - SSPF Tsjernihiv (november 1941 tot 1 juli 1943)[3]
  - SSPF Shitomir (Zjytomyr) (5 mei 1943 tot 25 september 1943)[39]
- Gustav Adolf Scheel (1907-1979): SS-Brigadeführer en General der Polizei
  - HSSPF Alpenland (30 april 1941 tot 24 november 1941)[62]
- Walter Schimana (1898-1948): SS-Gruppenführer en Generalleutnant der Waffen-SS en Polizei
  - SSPF Saratov (4 september 1941 tot 30 november 1941)[111]
  - SSPF Weißruthenien (21 juli 1942 tot 15 juli 1943)[46]
  - HSSPF Griechenland (Griekenland) (18 oktober 1943 tot 24 september 1944)[53]
  - HSSPF Donau (5 oktober 1944 tot 8 mei 1945)[85]
- Eberhard Schöngarth (1903-1946): SS-Brigadeführer en Generalmajor der Polizei
  - HSSPF Nordwest (Noordwest) (10 maart 1945 tot ? april 1945)[106]
- Walther Schröder (1902-1973): SS-Brigadeführer
  - SSPF Estland (1 april 1944 tot 19 oktober 1944)[98]
  - SSPF Lettland (Letland/Riga) (4 augustus 1941 tot 19 oktober 1944)[57]
- Erwin Schulz (1900–1981): SS-Brigadeführer en Generalmajor der Polizei
  - Plaatsvervangend HSSPF Alpenland (1 mei 1944 tot 28 mei 1944)[62]
  - SSPF Salzburg (? april 1945 - ? mei 1945)[112]
- Otto Hugo Hans Schwedler (1878-1945): SS-Brigadeführer (1942)[113]
  - SSPF Krakau (1 oktober 1940 tot 4 augustus 1941)[110][113]
- Jakob Sporrenberg (1902-1952): SS-Gruppenführer en Generalleutnant der Polizei
  - HSSPF Nordost (Noordoost/Koningsbergen) (21 juni 1940 tot 1 mei 1941)[45]
  - SSPF Weißruthenien (21 juli tot 14 augustus 1941)[46]
  - SSPF Lublin (16 augustus 1943 tot 25 november 1944)[59]
  - SSPF Süd-Norwegen (Zuid-Noorwegen) (21 november 1944 - ? mei 1945))[114]
- Walter Stein (1896-1985): SS-Oberführer en hoofdcommissaris
  - SSPF Warschau (1 februari 1944 tot 31 maart 1944)[58]
- Jürgen Stroop (1895-1952): SS-Gruppenführer en Generalleutnant der Polizei
  - SSPF Warschau (19 april 1943 tot 13 september 1943)[58]
  - HSSPF Griechenland (Griekenland) (8 september 1943 tot 4 oktober 1943)[53]
  - HSSPF Rhein-Westmark (Rijn-Westmark) (11 november 1943 tot 8 mei 1945)[25]
- Friedrich Suhr (1907-1946): SS-Obersturmbannführer
  - SSPF Ober-Elsass (Opper-Elzas) (1 december 1944 tot ? mei 1945)[115]

## T
- Karl Taus (1893-1977): SS-Brigadeführer
  - SS- en politiecommandant Görz (Gorizia) (1 mei 1944 tot ? mei 1945)[116]
- Willy Tensfeld (1893-1982): SS-Brigadeführer (1941)[117] en Generalmajor der Polizei (1942)[117]
  - SSPF Noord-Italië West (23 januari 1944 tot 30 april 1945) (krijgsgevangen)[118]
  - SSPF Stalino-Donetskgebied (19 mei 1943 tot 4 september 1943)[72]
  - SSPF Charkow (Charkov) (4 augustus 1941 tot 19 mei 1943)[117]
  - SSPF Zjytomyr (19 april 1943 tot 20 mei 1943)[39][117]
- Friedrich Wilhelm Karl von Thaden (1888-1968): Oberst der Schutzpolizei (1941) en Generalmajor der Polizei (1944)[119]
  - SSPF Estland (december 1943 tot 10 maart 1944)[119]
- Theobald Thier (1897-1949): SS-Brigadeführer en Generalmajor der Polizei (1942)
  - SSPF Kuban (Koeban) (14 november 1942 - 3 mei 1943)[86]
  - SSPF Kertsch (Kertsj) (mei 43 tot juli 1943)[120]
  - SSPF Lemberg (29 juli 1943 tot 25 februari 1944)[40]
  - SSPF Krakau (1 maart 1944 tot 19 januari 1945)[110]
- Max Thomas (1891-1945): SS-Gruppenführer en Generalleutnant der Polizei (1942)[121]
  - Plaatsvervangend HöSSPF Schwarzes-Meer (Zwarte Meer) (17 november 1943 tot 13 december 1943)[121]
  - SSPF z.b.V./HöSSPF West (6 december 1945)[121]
- Fritz Tittmann (1889-1945): SS-Brigadeführer
  - SSPF Nikolajew (Mykolajiv) (22 oktober 1941 tot 1 september 1942)[6]
- Wilhelm Traub (1910-1946): SS-Obersturmbannführer
  - SSPF Shitomir (Zjytomyr) (25 september 1943 tot 21 oktober 1943)[39]
  - SS- en politiecommandant Fiume (Rijeka) (27 oktober 1944 tot 3 mei 1945)[122]

## V
- Anton Franz Bernard Vogler (1882-1961): SS-Brigadeführer (1943) en Generalmajor der Waffen-SS (1943)[123]
  - Plaatsvervangend HöSSPF Süd (Zuid) (20 april tot 8 mei 1945)[44][123]

## W
- Jozias van Waldeck-Pyrmont (1896-1967): SS-Obergruppenführer (1936) en General der Waffen-SS (1944)
  - HSSPF Fulda-Werra (6 oktober 1938 tot 8 mei 1945)[124]
- Waldemar Wappenhans (1893-1967): SS-Gruppenführer en Generalleutnant der Polizei (1943)
  - SSPF Wolhynien-Brest-Litovsk (Wolynië-Brest-Litovsk) (4 september 1941 tot 1 september 1942)[125]
  - SSPF Dnjepropetrowsk-Krivoi-Rog (Dnjepropetrowsk-Kryvy Rih) (4 oktober 1942 tot 4 oktober 1943)[14]
  - SSPF Nikolajew (Mykolajiv) (1 september 1942 tot ? april 1943)[6]
  - SSPF z.b.V. bij de HSSPF Ukraine (Oekraïne)
- Rudolf Weiss (1899-1945): SS-Brigadeführer
  - SSPF Nikolajew (10 oktober 1943 tot 12 maart 1944)[6]
- Fritz Weitzel (1904-1940): SS-Obergruppenführer
  - HSSPF West (11 juni 1938 tot 20 april 1940)[23]
  - HSSPF Nord (Noord) (20 april 1940 tot 19 juni 1940)[107]
- Richard Wendler: (1898-1972): SS-Gruppenführer en Generalleutnant der Polizei
  - SSPF Stanislav-Rostow (later Rostow-Awdejewka) (4 augustus 1941 tot 27 mei 1942)[71]
- Arpad Wigand (1906-1983): SS-Oberführer
  - SSPF Warschau (4 augustus 1941 tot 23 april 1943)[58]
- Otto Winkelmann (1894–1977): SS-Obergruppenführer en General der Waffen-SS
  - HSSPF Ungarn (Hongarije) (19 maart 1944 tot 11 februari 1945)[126]
- Karl Wolff (1900-1984): SS-Obergruppenführer en General der Waffen-SS
  - HöSSPF Italien (Italië) (23 september 1943 tot 8 mei 1945)[127]
- Udo von Woyrsch (1895-1983): SS-Obergruppenführer en General der Polizei
  - HSSPF Elbe (20 april 1940 tot 11 februari 1944)[128]
- Lucian Wysocki (1899-1964): SS-Brigadeführer
  - SSPF Litauen (Litouwen) (11 augustus 1941 tot 2 juli 1943), dan SSPF z.b.V.[67]

## Z
- Karl Zech (1892-1944): SS-Gruppenführer (1938)[129]
  - SSPF Krakau (24 november 1939 tot oktober 1940[129]- 23 november 1939 tot 1 oktober 1940)[110]
- Carl Zenner (1899-1969): SS-Brigadeführer en Generalmajor der Schutzpolizei
  - SSPF Weißruthenien (14 augustus 1941 tot 22 mei 1942)[46]
- Paul Zimmermann (1895-1980): SS-Brigadeführer en Generalmajor der Polizei
  - SSPF Nikolajew (Mykolajiv) (? april 1943 tot 10 oktober 1943)[6]

## Afkortingen
- SS OGRUF = SS-Obergruppenführer
- SS GRUF = SS-Gruppenführer
- SS BRIG FHR = SS-Brigadeführer
- General d. Polizei = Politiegeneraal
- Generalleutnant d. Polizei = Luitenant-generaal in de politie (letterlijke vertaling, huidige NAVO-rang generaal-majoor)
- Generalmajor d. Polizei = Generaal-majoor in de politie (letterlijke vertaling, huidige NAVO-rang brigadegeneraal)
- HöSSPF = Höchster SS- und Polizeiführer
- HSSPF = Höherer SS- und Polizeiführer
- SSPF = SS- und Polizeiführer
- z.b.V. = zur besonderen Verwendung